# ケネス・シャーマーホーン
ケネス・デューイット・シャーマーホーン（英: Kenneth Dewitt Schermerhorn、 1929年11月20日 – 2005年4月18日）は、アメリカ合衆国の作曲家・指揮者。wikipedia英語版の記事によると、姓の発音はSKUR-mər-hornであり、原音に忠実な日本語表記は「スカーマーホーン」である。

## 略歴
1929年、ニューヨーク州スケネクタディに生まれ、在学中にクラリネットやヴァイオリン、トランペットを習う。14歳の時に洗礼証明書を捏造して年長者を装い、ナイトクラブで演奏しているダンスバンドに入団して、リードボーカルをとったり、トランペットを演奏したりした。間もなく《悲しい気分》（The Blue Moods）と題した5曲のダンス音楽を作曲している。
17歳でニューイングランド音楽院に入学が許可され、1950年に優秀な成績で卒業する。その後はボストン交響楽団やカンザスシティ交響楽団など、いくつかのオーケストラでトランペット奏者として活動を続けた。
1953年にアメリカ陸軍に徴兵され、ドイツに滞在中に第7軍の交響楽団の指揮者に割り振られる。この最初の活動で指揮者としての適性を発揮し、その後にエリザベス・クーリッジ賞やハリエット・コーエン国際音楽賞を獲得するきっかけとなった。
除隊後にタングルウッド音楽センターでレナード・バーンスタインに師事し、2年連続してセルゲイ・クーセヴィツキー記念指揮賞を獲得した。この頃がシャーマーホーンの指揮活動で最高の形成期に当たり、後にバーンスタインを偲んで「彼は僕の最初の、間違いなく最も偉大な真の師匠だった」と述べたという。後にニューヨーク・フィルハーモニー管弦楽団において、再びバーンスタインのもとで指揮者助手を務めている。
1957年にアメリカン・バレエ・シアターの音楽監督に任命され、1968年までその任にあった。1982年から1984年まで同シアターに再任している。また1977年にも《くるみ割り人形》のテレビ放映のためにアメリカン・バレエ・シアターを指揮して、ミハイル・バリシニコフやジェルジー・カークランドと共演した。1970年代にはバレエ公演「バリシニコフ・ダンシズ・シナトラ」も指揮した。
1962年から1968年までニュージャージー交響楽団の音楽監督を務める。
1968年にミルウォーキー交響楽団の音楽監督兼指揮者に就任。在任中の1979年に、ジャン・シベリウスの作品の傑出した演奏に対してフィンランド政府からシベリウス賞を授与された。
1983年にテネシー州のナッシュヴィル交響楽団に音楽監督兼指揮者として就任し、ナッシュヴィルの芸術の水準の向上に幅広く貢献した。その栄誉を讃えて、ナッシュヴィルの音楽センターが「シャーマーホーン・シンフォニーセンター」と命名されたことが、シャーマーホーンの死に先立って発表された。1984年から1988年まで香港フィルハーモニー管弦楽団の音楽監督にも抜擢されており、同楽団の質の改善に努め、いくつかの録音も行なった。
2005年4月18日に、非ホジキンリンパ腫との短い闘病生活の末、ヴァンダービルト大学医療センターにて息を引き取った。

## 註
- Nashville Symphony Obituary
- Tennessean article about Schermerhorn
- Maestro!